# Nasedkin
Nasedkin je priimek več oseb:
- Aleksej Nasedkin, ruski glasbenik
- Anatolij Nasedkin, rusko-ukrajinski slikar
- Viktor Grigorevič Nasedkin, sovjetski general